# Springfield–Beckley Municipal Airport
Le Springfield-Beckley Municipal Airport (en français: aéroport municipal de Springfield – Beckley) est un aéroport civilo-militaire situé à 8 kilomètres au sud de Springfield, dans le comté de Clark, dans l'Ohio. Il appartient à la ville de Springfield. Il est nommé d'après la famille Beckley, dont l'un membre connaissait les frères Wright.
Trois unités de l'Ohio Air National Guard (en), y compris la 178th Wing (en) (anciennement la 178th Fighter Wing), sont basées sur la Springfield Air National Guard Base.

## Installations
L'aéroport s'étend sur 614 hectares et dispose de deux pistes:
- 06/24: 2,746 x 46 mètres, Asphalte et béton
- 15/33: 1,676 x 30 m mètres, Asphalte